# Остін Тіорі
Остін Тайлер Вайт (англ. Austin Tyler White, народився 2 серпня 1997) — американський професійний реслер і бодібілдер. Він виступає у WWE, де виступає на бренді RAW під ринг-іменем Остін Тіорі (англ. Austin Theory). Він виступає у команді з Грейсоном Воллером як A-Town Down Under і є колишнім командним чемпіоном WWE.
До того, як приєднатися до WWE, він змагався у незалежних промоушенах, включаючи кілька під егідою World Wrestling Network, таких як Full Impact Pro (FIP) і Evolve, попутно вигравши Чемпіонство WWN, Чемпіонство світу FIP у важкій вазі та Чемпіонство Evolve. У WWE він є дворазовим Чемпіоном Сполучених Штатів і переможцем чоловічого матчу Money in the Bank 2022 року.

## Раннє життя
Остін Тайлер Вайт народився 2 серпня 1997 року в передмісті Атланти, Макдоно, штат Джорджія. Його батьки були розлучені ще до його народження. Уайт був шанувальником професійного реслера з дитинства, вважаючи Джона Сіну тим, хто найбільше вплинув на нього, і мріяв приєднатися до WWE з восьми років. У 2015 році він посів перше місце в Чемпіонаті NPC Georgia з бодібілдингу, у категорії підлітків, коли йому було 17 років.

## Кар'єра у професійному реслінгу

### Незалежні промоушени (2016–2019)

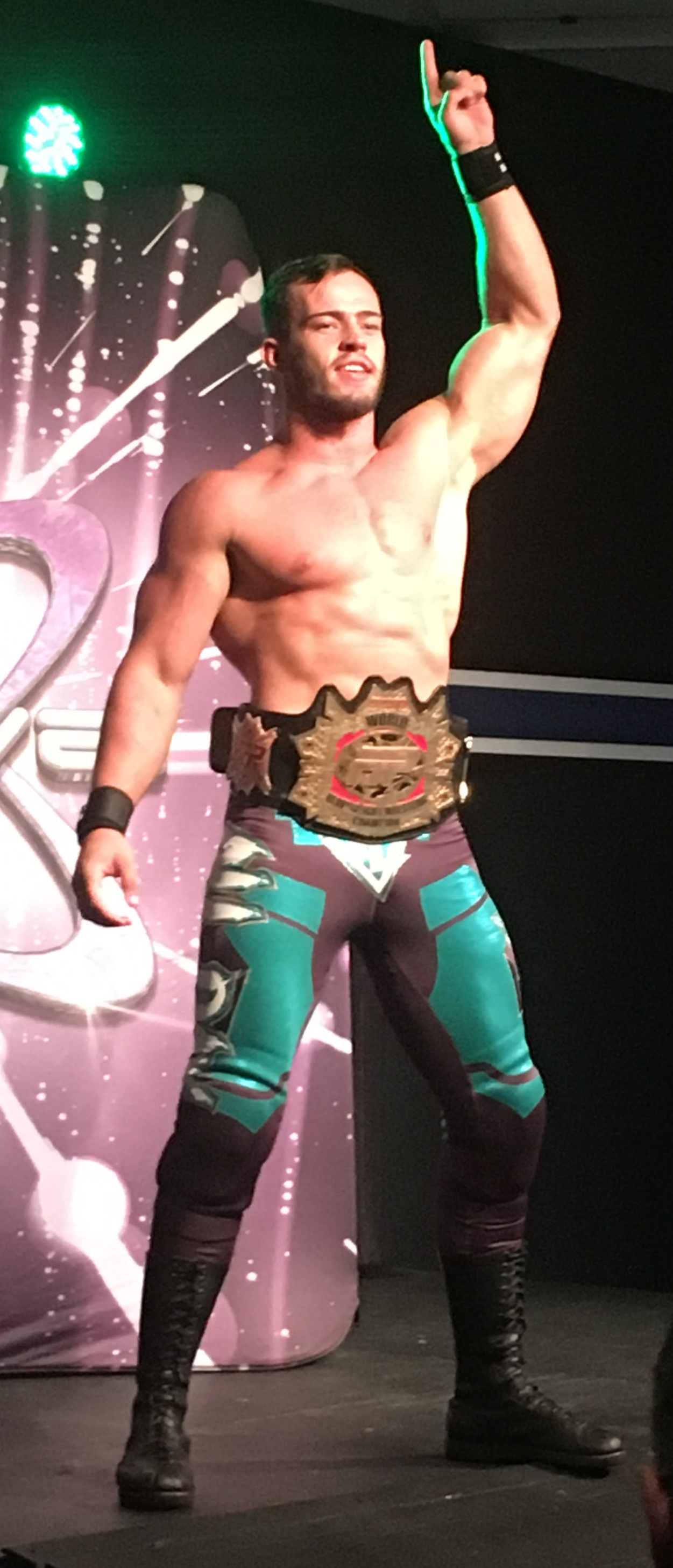
Theory як Чемпіон Evolve у вересні 2018 року

Він дебютував у професійному реслінгу 5 травня 2016 року під ринг-іменем Austin Theory, перемігши AR Fox на турнірі WWA4, вигравши титул Чемпіона WWA4 у важкій вазі. Протягом цього часу він продовжував виступати на шоу у Джорджії. Theory дебютував у Progress Wrestling 1 квітня 2017 року на спільному шоу Progress і Evolve, програвши Кіту Лі в чотиристоронньому матчі за участю Джейсона Кінкейда та Бластера Макмасіва.
12 серпня 2016 року, Тіорі дебютував у World Wrestling Network на шоу Heatstroke промоушену Full Impact Pro (FIP). Він дебютував у Evolve на Evolve 78 24 лютого 2017 року, перемігши Дарбі Алліна. У липні, Тіорі отримав Прісциллу Келлі як менеджерку. 18 грудня на Evolve 97 він переміг Фреда Єхі та виграв титул Чемпіона світу FIP у важкій вазі. Він зберіг титул проти Єхі 13 січня 2018 року в матчі «Все дозволено». 17 лютого на Evolve 100, Тіорі не вдалося виграти титул Чемпіонства Evolve у Зака Сейбра молодшого. На Evolve 103 6 квітня, Тіорі переміг Кіта Лі та виграв Чемпіонство WWN. 19 травня на Evolve 104, він зберіг титул проти DJ Z. На Evolve 106 23 червня Тіорі програв титул Чемпіона WWN Джоуї Джанелі, але зберіг титул Чемпіона світу FIP у важкій вазі проти Джанели та DJ Z у матчі потрійної загрози наступного дня. 30 вересня він програв титул Чемпіона світу FIP у важкій вазі Ентоні Генрі.
На Evolve 117 15 грудня Тіорі переміг Фабіана Айхнера та Родеріка Стронга в матчі потрійної загрози, вигравши Чемпіонство Evolve. 15 лютого 2019 року на Evolve 121 він зберіг титул проти Дарбі Алліна. Протягом наступних кількох місяців Тіорі успішно захистив титул проти таких, як Генрі, Кайл О'Райлі, Рауль Мендоза та Леон Рафф. Після закулісної конфронтації між Тіорі і JD Drake 13 липня на Evolve 131 , було призначено матч за Чемпіонство Evolve і Чемпіонство WWN, який виграв Тіорі. 25 серпня на Evolve 134 він зберіг титул Чемпіона Evolve проти Дрейка та Джоша Бріггса в матчі потрійної загрози, та проти Бріггса 21 вересня на Evolve 136. Однак Тіорі програв титул Бріггсу в матчі-реванші 9 листопада на Evolve 139.
16 червня 2018 року Теорі дебютував у мексиканському промоушені The Crash Lucha Libre, де він зазнав поразки від Рея Хоруса. 2 березня 2019 року Тіорі переміг Віллі Мека, Барбаро Кавернаріо та Сансона, вигравши Чемпіонство The Crash у важкій вазі. 14 червня Тіорі дебютував на Consejo Mundial de Lucha Libre, представляючи The Crash, об’єднавшись із Карістіко та Воладором-молодшим, щоб перемогти Раша та La Peste Negra (Барбаро Кавернаріо та Негро Касас).

### WWE

#### NXT (2019–2021)
До підписання контракту з компанією він брав участь у пробах WWE у лютому 2018 року. 8 квітня, протягом дня 4 WrestleMania Axxess, Тіорі зберіг свій чемпіонський титул WWN проти Марселя Бартеля.
10 серпня 2019 року Тіорі показали на екрані в натовпі NXT TakeOver: Торонто. Через п'ять днів було оголошено, що він підписав контракт з WWE і буде відправлений до WWE Performance Center. На випуску NXT від 25 грудня, Тіорі дебютував на ринзі, прийнявши відкритий виклик Родеріка Стронга на Чемпіонство Північної Америки NXT, але програв. На випуску NXT від 8 січня 2020 року, він здобув свою першу перемогу, здолавши Хоакіна Вайльда, і з тих пір зарекомендував себе як хіл.
Тіорі з’явився на випуску Raw від 30 березня як партнер Зеліни Веги, об’єднавшись з Анджелом Гарзою та Сетом Роллінзом у програшному матчі проти Кевіна Овенса та Командних Чемпіонів Raw The Street Profits (Анджело Докінз та Монтез Форд). У ніч 2 Реслманії 36 5 квітня Тіорі і Гарза невдало кинули виклик The Street Profits за Командне Чемпіонство Raw. Наступного вечора на Raw, Тіорі і Гарза програли матч-реванш за титул The Street Profits. Після перемоги над Акірою Тозавою на випуску Raw від 13 квітня, інші партнери Веги, Гарза та Андраде приєдналися до нього, щоб перемогти Тозаву, а після матчу всі троє позували разом, підтверджуючи свій статус угрупування. Наступного випуску Raw, Тіорі програв Алістеру Блеку в кваліфікаційному матчі на Money in the Bank. На випуску Raw від 18 травня, на нього напали Андраде та Гарза, після того, як випадково коштував їм матчу проти Аполло Крюса та Кевіна Оуенса, через що його вигнали з угрупування. Пізніше тієї ж ночі він допоміг Роллінзу та Мерфі атакувати Блека, офіційно приєднавшись до угрупування Роллінза як послідовник. Після випуску Raw від 22 червня він перестав з'являтися з Роллінзом і Мерфі.
На випуску NXT від 26 серпня, Тіорі повернувся на телебачення, перервавши Бронсона Ріда, повернувшись до бренду. Він повернувся на ринг на випуску Super Tuesday NXT 8 вересня, де він програв Ріду. На NXT TakeOver: WarGames 6 грудня, Тіорі допоміг Джонні Гаргано виграти свій третє Ччемпіонство Північної Америки NXT. Потім він з’явився на випуску NXT від 9 грудня, ставши частиною лиходійської фракції під назвою The Way разом із Гаргано, реальною дружиною Гаргано Кендіс Лерей та Інді Гартвелл. 30 грудня Тіорі вигралв NXT Year-End Award 2020 у категорії Майбутня зірка NXT.
У січні 2021 року, Тіорі та Гаргано програли Кушіді та Леону Раффу в першому раунді Dusty Rhodes Tag Team Classic 2021. Протягом наступних кількох місяців, Тіорі допоміг Гаргано втримати титул чемпіона Північної Америки проти багатьох суперників. Після програшу Кайлу О'Райлі на випуску NXT від 20 липня, Тіорі не з'являвся на NXT, поки не повернувся на прем'єрі NXT 2.0, відвідавши весілля Інді Гартвелл і Декстера Люміса, що стало його останньою появою на NXT.

#### Містер Money in the Bank (2021–2022)
У рамках драфту 2021 року, Тіорі було переведено на бренд Raw. На випуску Raw від 4 жовтня, Тіорі повернувся на бренд, атакувавши Джеффа Гарді і перемігши його на наступних двох випусках Raw. Після того як Рей Містеріо отримав травму від Боббі Лешлі на випуску Raw від 15 листопада, його вилучили з КОманди Raw на Survivor Series, і замінили на Тіорі. На події 21 листопада, Тіорі елімінував Шеймуса, перш ніж його елімінував Гарді, але його команда виграла матч проти Команди SmackDown. Наступного випуску Raw виявилося, що Тіорі забрав яйце Клеопатри у містера Макмена, що призвело до того, що Макмен винагородив Тіорі матчем за Чемпіонство WWE проти Біг І у головній події за «показ сили духу», яку він програв.
Протягом наступних тижнів Тіорі отримував поради щодо кар’єри від Макмена, який був його протеже. На випуску Raw від 17 січня 2022 року після перемоги над Фінном Балором, Макмен нагородив Тіорі місцем у матчі Королівської Битви. На однойменному заході 29 січня, Тіорі взяв участь у своєму першому матчі Королівської Битви під номером 3, яка тривала 22 хвилини, перш ніж його вибив Ей Джей Стайлз. На випуску Raw від 31 січня, Тіорі переміг Кевіна Оуенса у відбірковому матчі на Elimination Chamber. На Elimination Chamber 19 лютого Тіорі не вдалося виграти титул чемпіона WWE після того, як його останнім утримав Брок Леснар у матчі, в якому також брали участь Сет «Фрікін» Роллінз, Стайлз, Ріддл і чинний чемпіон Боббі Лешлі. Ближче до кінця матчу, Леснар виконав «F-5» на Тіорі з верхньої частини однієї з камер на підлогу. 28 лютого на випуску Raw, Тіорі підкупив Макмена, щоб він сам супроводжував його на інтерв’ю з Петом Макафі, але безрезультатно. На випску SmackDown від 4 березня, Тіорі зіткнувся з Макафі та оголосив, що він буде його суперником на Реслманії 38. Під час вечора 2 Реслманії 3 квітня, Тіорі програв Макафі, але допоміг МакМену перемогти МакАфі в наступному матчі, доки не вийшов Стоун Колд Стів Остін і не вдарив Тіорі, МакМегона та Макафі за допомогою станера.
Наступного вечора на Raw, Тіорі і Усо перемогли RK-Bro (Ренді Ортон і Ріддл) і Фінна Балора після того, як Тіорі утримав Балора, отримавши шанс поборотися за його титул чемпіона Сполучених Штатів. Наступного тижня в закулісному сегменті, Тіорі оголосив, що вони з містером Макменом вирішили, що ім’я Остін йому більше не підходить, відмовившись від імені та почав використовувати просто Тіорі. На випуску Raw від 18 квітня, Тіорі переміг Балора і вперше в кар’єрі виграв титул, ставши другим наймолодшим чемпіоном Сполучених Штатів в історії титулу та наймолодшим чемпіоном під у WWE. Тіорі захистив чемпіонство проти Коді Роудса на випуску Raw від 9 травня, програвши матч через дискваліфікацію після того, як Сет «Фрікін» Роллінз атакував Роудса, але зберіг титул. На випуску Raw від 30 травня, Тіорі успішно захистив титул проти Мустафи Алі, на якого він напав перед матчем. Це призвело до матчу-реваншу між двома на Hell in a Cell 5 червня , де Тіорі зберіг титул.
На Money in Bank 2 липня, Тіорі програв титул Чемпіона Сполучених Штатів Боббі Лешлі, завершивши свій рейн після 75 днів. Пізніше того вечора він був доданий до матчу Money in the Bank і виграв його, що зробило його наймолодшою суперзіркою, яка виграла контракт Money in the Bank в історії WWE, а також став першим переможцем Money in the Bank, який програв титул і виграв контракт тієї ж ночі. На SummerSlam 30 липня, Тіорі не вдалося повернути титул чемпіона Сполучених Штатів у матчі-реванші проти Лешлі. Пізніше тієї ж ночі він спробував закешити свій контракт Money in the Bank під час матчу за Беззаперечне Чемпіонство Всесвіту WWE між Броком Леснаром і Романом Рейнсом, але отримав "F-5" від Леснара, перш ніж він міг офіційно закешити. У серпні йому повернули ім'я Остін Тіорі. На Clash at the Castle 3 вересня, Тіорі і Alpha Academy (Чад Гейбл і Отіс) програли The Street Profits (Монтез Форд і Анджело Докінз) і Madcap Moss на пре-шоу. Пізніше того ж вечора він знову спробував закешити свій контракт Money in the Bank під час головної події, але був нокаутований Тайсоном Ф'юрі, перш ніж він міг це зробити офіційно. На випуску Raw від 7 листопада Тіорі закешив свій контракт Money in the Bank на Роллінсі на Чемпіонство Сполучених Штатів, але невдало, частково через втручання Лешлі.

#### Чемпіон Сполучених Штатів (2022–2023)

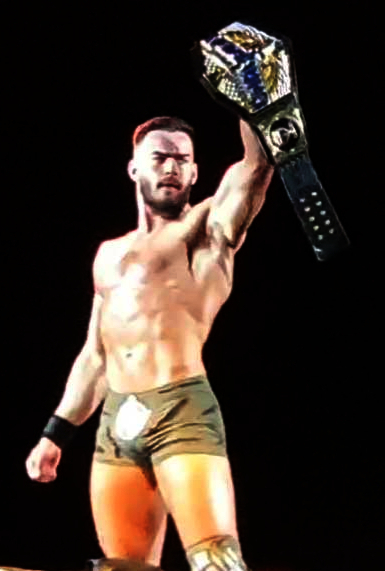
Тіорі як чемпіон Сполучених Штатів у квітні 2023 року

26 листопада на Survivor Series WarGames, Тіорі переміг Роллінса та Лешлі в матчі потрійної загрози, вигравши своє друге Чемпіонство Сполучених Штатів. На випуску Raw від 5 грудня, Тіорі зберіг титул проти Мустафи Алі через дискваліфікацію після нападу Дольфа Зігглера. На випуску Raw від 2 січня 2023 року, Тіорі зберіг титул у матчі проти Роллінса а також Лешлі в матчі без дискваліфікації на Raw Is XXX 23 січня після втручання Леснара. Під час Королівської Битви 28 січня, Тіорі вийшов під № 25, але був викинутий майбутнім переможцем Коді Роудсом. 18 лютого на Elimination Chamber, Тіорі успішно захистив титул проти Бронсона Ріда, Деміана Пріста, Джонні Гаргано, Монтеза Форда та Сета «Фрікін» Роллінса в матчі Elimination Chamber, ставши першим випадком, коли титул захищався всередині однойменної структури. На прес-конференції після заходу, Тіорі кинув відкритий виклик на титул наступного випуску Raw, на який відповів Едж. Він зберіг титул проти Еджа після втручання Фінна Балора. Тіорі кинув виклик Джону Сіні, який повернувся, на матч за титул на Реслманії 39 на випуску Raw від 6 березня, який Сіна прийняв. Під час першого вечора Реслманії 1 квітня, Тіорі переміг Сіну, зберігши титул. На Backlash 6 травня, Тіорі зберіг титул проти Бронсона Ріда та Лешлі.
У рамках драфту WWE 2023, Тіорі було обрано на бренд SmackDown. На випуску SmackDown від 12 травня, він програв Боббі Лешлі та Шеймусу в матчі потрійної загрози на турнірі за Чемпіонство Світу у важкій вазі. На випуску SmackDown від 26 травня, Тіорі зберіг Чемпіонство Сполучених Штатів проти Шеймуса після втручання Pretty Deadly (Елтон Прінс і Кіт Вілсон). Потім він зберіг титул проти Джея Усо та Шеймуса на випусках SmackDown від 9 червня та 7 липня відповідно. На SummerSlam 5 серпня, Тіорі брав участь у батл-роялі Слім Джим, відзначившись двома усуненнями, перш ніж його викинув Сантос Ескобар. На випуску SmackDown від 11 серпня, Тіорі мав захищати титул проти Ескобара, який не зміг змагатися після того, як Тіорі напав на нього за лаштунками. Пізніше того ж вечора, Тіорі зазнав поразки від напарника Ескобара з Латиноамериканського Світового Устрою Рея Містеріо у титульному матчі, завершивши його друге правління через 258 днів. Наступного тижня він переміг Ел Ей Найта і став претендентом №1 на Чемпіонство Сполучених Штатів, але не зміг повернути титул у Містеріо 2 вересня на Payback.

#### A-Town Down Under (2023–тепер)
Тіорі брав участь у сегменті з Петом Макафі до того, як Скелі повернувся, щоб атакувати Тіорі Народним Ліктем на випуску SmackDown від 15 вересня. У цей час він розпочав партнерство з Грейсоном Воллером, відоме як A-Town Down Under, вигравши їхній перший командний матч проти The Brawling Brutes (Бутч і Рідж Холланд) На випуску SmackDown від 22 вересня. На випуску SmackDown від 13 жовтня, Тіорі і Воллер кинули виклик Коді Роудсу та Джею Усо за Беззаперечне Командне Чемпіонство WWE, програвши матч. Тіорі програв Кевіну Овенсу в першому раунді за претендентство №1 за Чемпіонство Сполучених Штатів на випуску SmackDown від 15 грудня. На випуску SmackDown від 12 січня 2024 року Тіорі зіткнувся з Кармело Хейзом з NXT, але їхній поєдинок завершився без результату після того, як обидва вони приземлилися на голову з верхнього канату. Пізніше WWE оголосили, що вони отримали лише контузії обличчя, і Теорі здобув перемогу над Хейсом у матчі-реванші на випуску SmackDown від 26 січня. Під час Королівської Битви 27 січня, Тіорі допоміг Логану Полу втримати титул Чемпіона Сполучених Штатів проти Оуенса, вручивши йому кастети. Пізніше того вечора він брав участь у матчі Королівської Битви під №13, перш ніж його вибив майбутній переможець Коді Роудс.
24 лютого 2024 року на Elimination Chamber: Perth Тіорі разом із Воллером провели The Grayson Waller Effect за участю Коді Роудса та Сета Роллінса. Після імітації Скелі, Коді та Сет атакували Тіорі, тоді як Воллер не втручався, натякнувши на розпуск A-Town Down Under. Незважаючи на це, Тіорі і Воллер взяли участь у командному турнірі, перемігши The OC (Карл Андерсон і Люк Галлоуз) випуску SmackDown від 22 березня, а через тиждень у фіналі The Street Profits (Анджело Докінс і Монтез Форд), потрапивши в шестисторонній матч з драбинами за Беззаперечне Командне Чемпіонство WWE на Реслманії XL. Під час першої ночі Реслманії 6 квітня, Воллер зняв Командне Чемпіонство SmackDown для A-Town Down Under, ставши новим чемпіоном. 19 квітня випуску SmackDown, Командне Чемпіонство SmackDown було перейменовано на Командне Чемпіонство WWE, а команді вручили нові титульні пояси CCO WWE Полом «Тріпл Х» Левеском і генеральним менеджером SmackDown Ніком Алдісом. На випуску SmackDown від 3 травня, вони перемогли The Street Profits (Анджело Докінз і Монтез Форд) у своєму першому захисті титулу. Пізніше того ж місяця вони почали ворожнечу з #DIY (Джонні Гаргано та Томмасо Чампа), і між Тіорі та Воллером почали з’являтися нові ознаки розбрату. На випуску SmackDown від 5 липня, Тіорі і Воллер програли титули #DIY, завершивши свій рейн у 90 днів. Їм не вдалося виграти титули в матчі-реванші наступного випуску SmackDown, що закінчило їхню ворожнечу.
Після промо у соціальних мережах, Тіорі та Воллер повернулися на NXT 24 вересня, кинувши виклик Фраксіом (Нейтан Фрейзер і Аксіом) за Командне чемпіонство NXT, який вони прийняли. Пізніше того ж вечора, вони побили Седріка Александера і Же'вона Еванса у закулісній перепалці. На випуску NXT від 8 жовтня, вони не змогли виграти титули у Фраксіом.

## Інші медіа
Вайт з'явився в ролі статиста у фільмі Marvel Studios 2017 року «Людина-павук: Повернення додому».

## Особисте життя
Вайт дотримується способу життя straight edge, частково через алкоголізм свого батька.

## Чемпіонства і досягнення

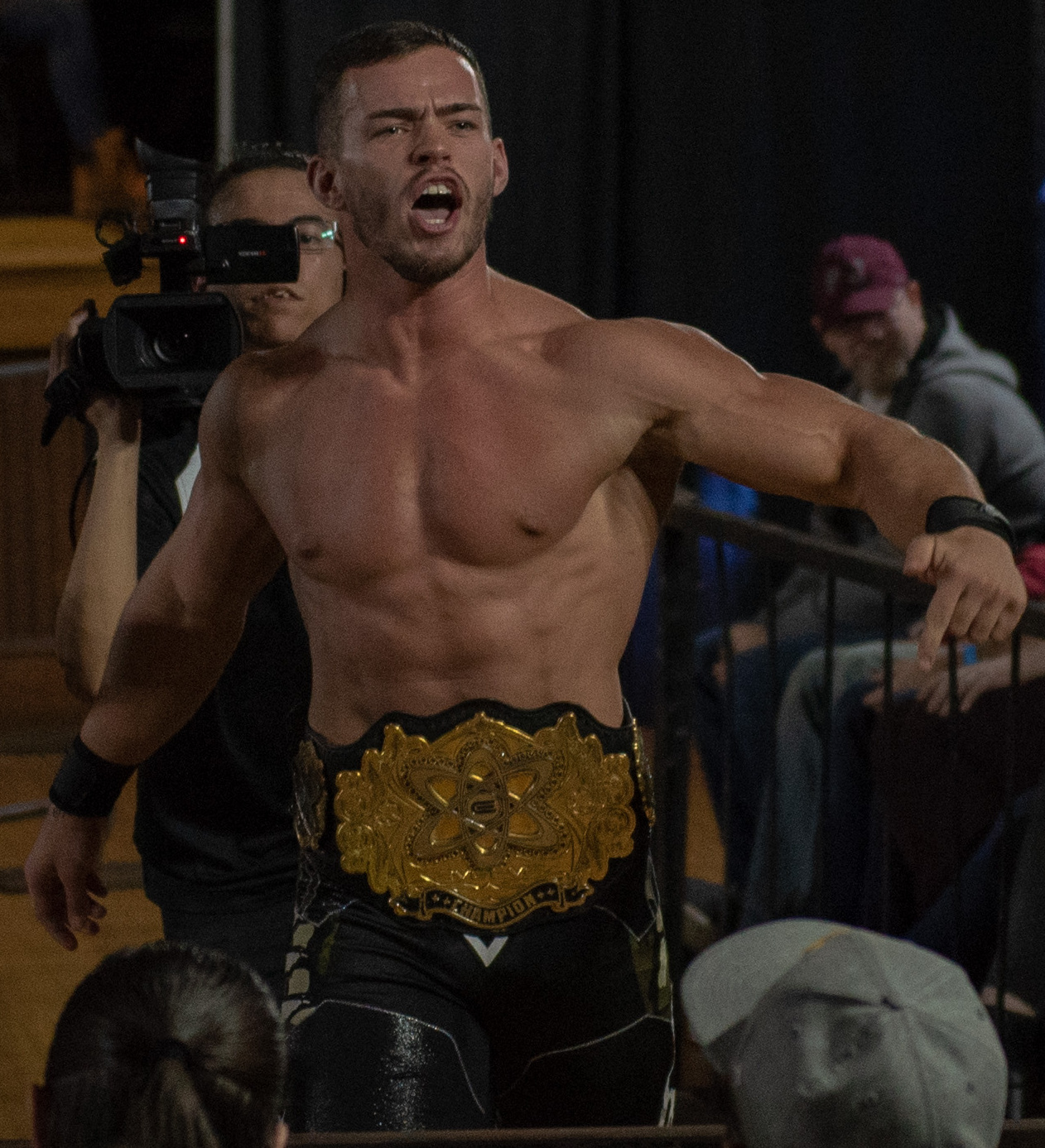
На незалежній арені Тіорі є колишнім Чемпіоном Evolve ...

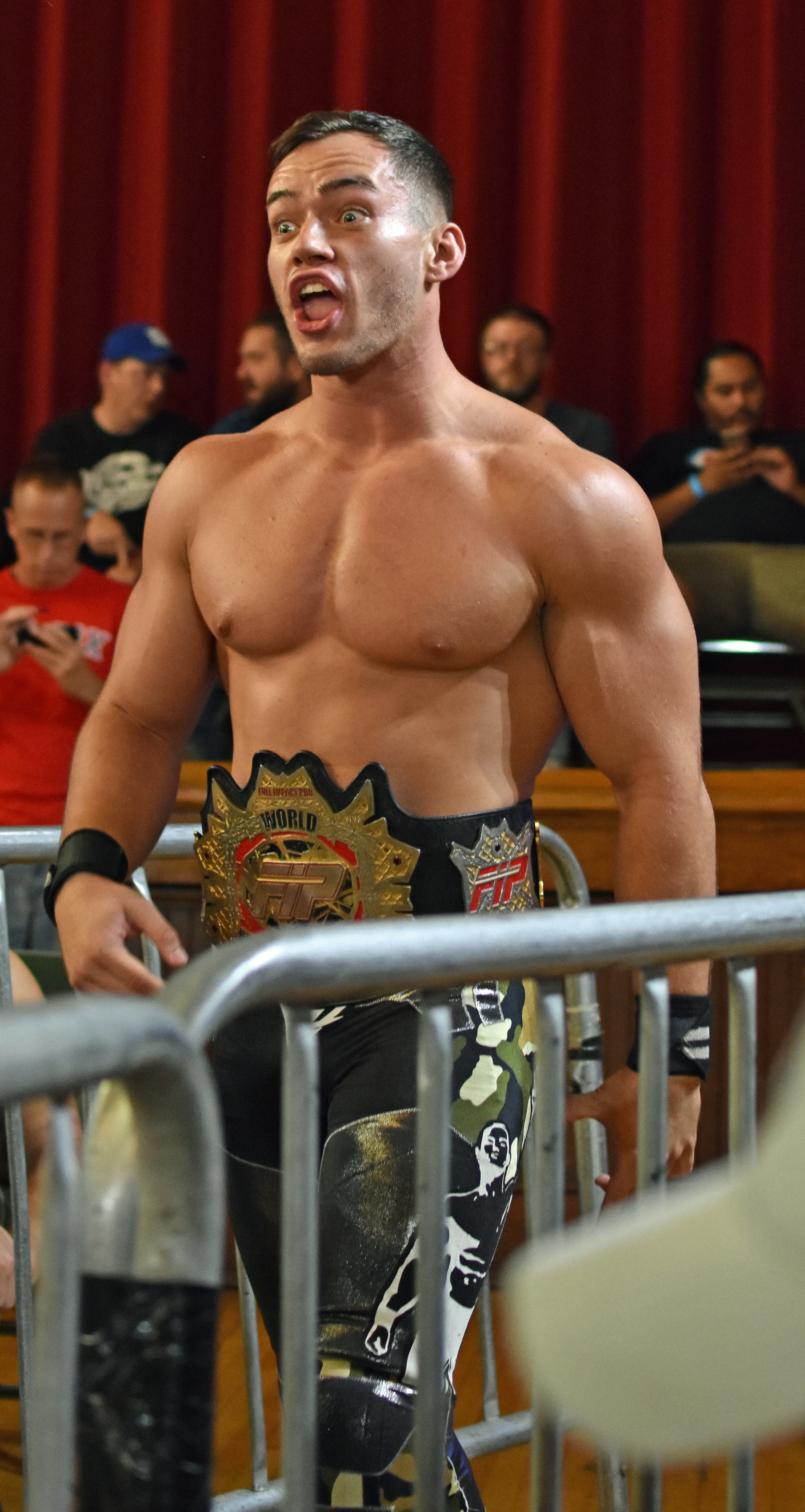
... і колишній Чемпіоном світу FIP у важкій вазі.

### Бодібілдінг
- Національний комітет з фізичних питань
  - NPC Georgia Teen, переможець чемпіонату з бодібілдингу серед чоловіків (1 раз) [4][7]

### Професійний реслінг
- The Crash Lucha Libre
  - Чемпіон The Crash у важкій вазі (1 раз) [31]
- ESPN
  - Посіd третє місце серед 30 найкращих професійних борців до 30 років у 2023 році [135]
- Evolve
  - Чемпіонство Evolve (1 раз)[136]
- Full Impact Pro
  - Чемпіон світу FIP у важкій вазі (1 раз)[19]
- Fire Star Pro Wrestling
  - Чемпіон FSPW у важкій вазі (2 рази)[137]
- Mucha Lucha tlanta
  - MLA Global Championship (1 раз)[138]
- Peachstate Wrestling Alliance
  - Чемпіонство PWA Heritage (1 раз)[139]
- Pro Wrestling Illustrated
  - Посів 45-е місце серед 500 найкращих одиночних борців у PWI 500 у 2023 році[140]
- World Wrestling Network
  - Чемпіонство WWN (2 рази)[141]
- WWA4
  - Чемпіон WWA4 у важкій вазі (1 раз) [9]
- WWE
  - Чемпіонство Сполучених Штатів WWE (2 рази) [142]
  - Командне Чемпіонство WWE [a] (1 раз) – з Грейсоном Воллером
  - Money in the Bank (2022) [82]
  - WrestleMania XL Six-Pack Ladder Match SmackDown Qualifier Tournament (2024) – з Грейсоном Воллером
  - NXT Year-End Award (1 раз)
    - Future Star of NXT (2020)
- Xtreme Wrestling Alliance
  - Чемпіон XWA у важкій вазі (1 раз)[143]